# マデオン
マデオン（Madeon）ことユーゴー・ピエール・ルクレール（Hugo Pierre Leclercq、1994年5月30日 - ）は、フランス・ナント出身のエレクトロニック・ダンス・ミュージックミュージシャン。主にポップ・ミュージック、エレクトロ・ハウス関連の曲を発表している。

## 略歴
1994年5月30日、フランスのナントに生まれ、僅か11歳から作曲活動をはじめる。
2010年後半にオーストラリアのエレクトロニック・ミュージックバンド、ペンデュラムの楽曲である「The Island」をリミックスし、同バンドが主催したリミックスコンペティションで優秀作品の一つに選ばれた。
2011年7月には39の曲をマッシュアップで生演奏した動画（曲名:「Pop Culture」）が動画サイトYoutubeにアップロードされた。すると僅か数日で閲覧数が600万を記録した。
2012年8月SONICMANIAで初来日、11月ドイツフランクフルトで開催された2012 MTV Europe Music AwardsでハウスDJを務めた。
2019年にリリースされた『Good Faith』は第63回グラミー賞の最優秀ダンス／エレクトロニックアルバム賞にノミネートされた。

## ディスコグラフィ

### アルバム
- 『Adventure』 (2015年3月30日)
- 『Good Faith』（2019年11月15日）

### シングル
- 『Gold』 （2009年）
- 『For you』 （2010年）
- 『Shuriken』 （2010年）
- 『Icarus』 （2012年2月24日）
- 『Finale』 [4]（2012年7月22日）
- 『The City』[4] （2012年8月27日）
- 『Technicolor』 （2013年8月2日）
- 『Cut The Kid』 （2014年2月26日）
- 『Imperium』 （2014年10月17日）
- 『You're On』[4] （2014年12月8日）
- 『All My Friends』（2019年5月31日）
- 『Dream Dream Dream』（2019年7月10日）
- 『Be Fine』（2019年10月16日）
- 『The Prince』（2020年8月14日）
- 『Love You Back』（2022年4月27日）
- 『Gonna Be Good』（2023年6月22日）

### リミックス
- ザ・キラーズ「Smile Like You Mean It」（2010年）
- アルファビート（英語版）「DJ」（2010年）
- David Latour feat. KSTWorldClass「Friday Night」（2010年）
- ペンデュラム「The Island」（2010年）
- イェール「Que veux-tu」（2011年）
- デッドマウス「Raise Your Weapon」（2011年）
- ブラー「ソング2」（2011年）
- Martin Solveig「The Night Out」（2012年）

### マッシュアップ
- 『Wolfgang Gartner Anthology』（2010年）
- 『Pop Culture』（2011年）
- 『Radio 1 Minimix』（2012年）
- 『Triple J Mixup』(2013年)

### プロダクション
- グレン・モリソン『Tokyo Cries (Discotheque Remix)』（2011年）
- Picture Book『Sunshine』（2012年）
- エリー・ゴールディング『Stay Awake』（2012年）

### 作曲
- エリー・ゴールディング「Stay Awake」（2012年）
- プレイステーション オールスター・バトルロイヤルオープニングテーマ「Finale」（2012年）